# Edoardo Molinar
Edoardo Molinar (* Rocca Canavese, 31 de agosto de 1907 – † Rocca Canavese, 22 de septiembre de 1994). Fue un ciclista italiano, profesional entre 1931 y 1948, cuyo mayor éxito deportivo lo obtuvo en la Vuelta a España donde logró 1 victoria de etapa y donde además lograría hacerse con la primera clasificación de la montaña de la ronda española.

## Palmarés
1934
- Course de côte du Puy-de-Dôme

1935
- 1 etapa en la Vuelta a España, más la clasificación de la montaña

## Resultados en las Grandes Vueltas y Campeonatos del Mundo
| Carrera | Carrera         | 1931 | 1932 | 1933 | 1934 | 1935 | 1936 | 1937 | 1938 | 1939 | 1940 | 1941 | 1942 | 1943 | 1944 | 1945 | 1946 | 1947 | 1948 |
| ------- | --------------- | ---- | ---- | ---- | ---- | ---- | ---- | ---- | ---- | ---- | ---- | ---- | ---- | ---- | ---- | ---- | ---- | ---- | ---- |
|         | Giro de Italia  | —    | —    | —    | —    | —    | 10.º | 7.º  | —    | —    | —    | X    | X    | X    | X    | X    | —    | —    | —    |
|         | Tour de Francia | —    | —    | —    | 13.º | —    | —    | Ab.  | —    | —    | X    | X    | X    | X    | X    | X    | X    | —    | —    |
|         | Vuelta a España | X    | X    | X    | X    | 4.º  | Ab.  | X    | X    | X    | X    | —    | —    | X    | X    | —    | —    | —    | —    |